# 符碼
在符號學中，符码（code）是用於溝通意義的一套慣例。最常見的符碼是口语语言，但此术语还可用来指任何叙事的形式：例如色彩的意象（紅色代表危險）、遊戲規則（西洋棋中军事的能指）。
索绪尔（1857-1913）强调，人仅能透過詮釋符號之間的相互關係來理解個別符號的意義。他认为，符號的能指與所指的關係是任意的，因此詮释符號需要先熟悉一套被用來溝通意義的慣例（符碼）。
雅各布森 （1896-1982）認為文本的生產與詮釋取決於符碼的存在或溝通的慣例。既然符號的意義取決於符號所處的符碼，符碼提供了使符號合理的框架（參见指號過程）。

## 討論
作者與讀者雙方共同使用作為詮釋架構的符碼來編碼和解碼訊息，因此可以想見當雙方使用相同符碼時溝通將最有效率。符號可能有明示與隱申的多層次的意義，因此作者的策略是透過某種方式選擇、組合符號來限制訊息所可能被解讀出的意義的範圍。要達到這個目標可以透過添加後設語言脈絡的線索（例如媒介的本質）、媒介的模態、文體（例如學術、文學、流派）與參照其他符碼（比方說讀者一開始可能將一組能指詮釋為字面的再現，但可能有線索指向隱喻或寓言）等方式。
個人透過說（例如腔調、方言）、寫（例如句子或SMS格式）語言的方式、居住的地方、工作的性質、穿著的風格等建構的社會認同將決定社會階層或團體成員的區辨。社會化的過程就是讓個體學習如何理解主流的符碼並決定在各種時機下如何應用。